# Wang Noi (huyện)
Wang Noi (tiếng Thái: วังน้อย) là huyện (amphoe) ở tỉnh Ayutthaya, Thái Lan, 50 km về phía bắc Bangkok.

## Địa lý
The district is located in the southeastern part of Ayutthaya province. Các huyện giáp ranh là (từ phía đông theo chiều kim đồng hồ) Nong Khae, Saraburi province, Nong Suea và Khlong Luan của tỉnh Pathum Thani,  Bang Pa-in và Uthai của tỉnh Ayutthaya.

## Lịch sử
The district được tách từ huyện Uthai năm 1907. Ban đầu có tên là Uthai Noi (อุทัยน้อย), sau đó được đổi tên thành Wang Noi năm 1917.

## Hành chính
Huyện này được chia thành 10 phó huyện (tambon), các đơn vị này lại được chia thành 68 làng (muban). Lam Ta Sao là một đô thị phó huyện (thesaban tambon), nằm trên toàn bộ lãnh thổ Lam Ta Sao và một số khu vực của Bo Ta Lo, Lam Sai và Chamaep. Ngoài ra có 9 tổ chức hành chính tambon để quản lý các khu vực phi đô thị.
| Số TT | Tên         | Thai    | Dân số |
| ----- | ----------- | ------- | ------ |
| 1.    | Lam Ta Sao  | ลำตาเสา | 14.365 |
| 2.    | Bo Ta Lo    | บ่อตาโล่  | 6.314  |
| 3.    | Wang Noi    | วังน้อย   | 4.718  |
| 4.    | Lam Sai     | ลำไทร   | 9.196  |
| 5.    | Sanap Thuep | สนับทึบ   | 4.085  |
| 6.    | Phayom      | พยอม    | 11.434 |
| 7.    | Han Taphao  | หันตะเภา | 3.123  |
| 8.    | Wang Chula  | วังจุฬา   | 3.478  |
| 9.    | Khao Ngam   | ข้าวงาม  | 2.300  |
| 10.   | Chamaep     | ชะแมบ   | 5.117  |